# Bythotiara depressa
Bythotiara depressa är en nässeldjursart som beskrevs av Nikolai Alexsandrovich Naumov 1960. Bythotiara depressa ingår i släktet Bythotiara och familjen Bythotiaridae. Inga underarter finns listade i Catalogue of Life.